# 卡文
卡文（英语：Cavan/ˈkævən/；爱尔兰语：an Cabhán），是爱尔兰卡文郡的一个城镇，位于该郡中部。总人口10767（2011年）。该城镇为卡文郡郡治。

## 友好城市
- 法國 若奈-马里尼